# Texcoco (region)
Texcoco (spanska: Región XV Texcoco) är en region i delstaten Mexiko i Mexiko. Den bildades 1986 eller tidigare som Región III Texcoco och innefattade då hela östra delstaten Mexiko från Mexico City sett, och regionen hade en area på 2 628,50 kvadratkilometer. Sedan dess har regionens yta stadigt krympt genom åren och brutits upp till fem olika regioner (Amecameca, Chimalhuacán, Nezahualcóyotl, Ecatepec och Texcoco).
Dagens region Texcoco gränsar till Ecatepec i väst, Otumba i norr, delstaten Puebla ost samt Chimalhuacán och Nezahualcóyotl i syd.

## Kommuner i regionen
Regionen består av fyra kommuner (2020).
- Atenco
- Chiconcuac
- Texcoco
- Tezoyuca